# Tuija Hyyrynen
Tuija Annika Hyyrynen (Helsinki, 10 marzo 1988) è un'ex calciatrice finlandese, di ruolo difensore.

## Carriera

### Club
Debutta in Naisten Liiga, livello maggiore del campionato finlandese femminile di calcio, con la maglia del HJK, dove contribuisce alla conquista del campionato nel 2005 e della Coppa di categoria nelle stagioni 2006, 2007 e 2008 e riesce in mettersi in luce ricevendo il premio di miglior giovane calciatore finlandese dell'anno nel 2007 e migliore calciatrice del campionato femminile nel 2009 . Rimane con la società di Helsinki fino al termine della stagione 2009 decidendo nel gennaio dell'anno successivo di trasferirsi negli Stati Uniti d'America per frequentare l'Università statale della Florida. Qui viene inserita nella formazione di calcio femminile universitario, vestendo la maglia rosso e oro dei FSU Seminoles nel primo semestre dell'anno per poi trovare un accordo per l'estate con il Pali Blues, club che militava in United Soccer Leagues W-League, tuttavia non trovando spazio decide di tornare in Finlandia accordandosi con l'Åland United per giocare l'ultima parte della stagione 2010.
Durante il calciomercato invernale decide di affrontare una nuova avventura all'estero, nel campionato svedese di categoria, sottoscrivendo un accordo con l'Umeå, squadra di calcio femminile con sede nell'omonima città della contea di Västerbotten. Con la società svedese rimane per cinque campionati consecutivi, dove consegue il miglior risultato alla stagione d'esordio, 3º posto in Damallsvenskan 2001, e dove raggiunge le semifinali in Coppa di Svezia nelle stagioni 2013-2014 e 2014-2015, congedandosi dalla società con un tabellino personale di 89 presenze e due reti segnate.
Considerata conclusa l'esperienza svedese, nel 2016 decide un nuovo trasferimento in un campionato estero, quello danese, trovando un accordo con il Fortuna Hjørring campione di Danimarca per giocare in Elitedivisionen per la stagione 2016-2017 e tornare a disputare la UEFA Women's Champions League dopo 6 anni.
Nell'estate del 2017 firma con la neonata Juventus, con cui alla stagione d'esordio vince subito il campionato italiano, il primo della carriera per Hyyrynen. Al termine della stagione 2021-2022, dopo cinque anni di permanenza, lascia definitivamente le bianconere con le quali ha collezionato 113 presenze e conquistato 5 Scudetti, 2 Coppe Italia e 3 Supercoppe italiane, facendo di lei una delle giocatrici più vincenti nella storia juventina.
Nel novembre dello stesso anno ufficializza il ritiro dal calcio giocato.

### Nazionale
Viene convocata dalla Federazione calcistica della Finlandia (SPL/FBF) per rappresentare la nazione vestendo la maglia della nazionale Under-19, inserita in rosa dal responsabile tecnico Jarmo Matikainen per utilizzarla durante le qualificazioni all'Europeo di Ungheria 2005. La squadra riesce a qualificarsi alla fase finale, raggiungendo durante il torneo le semifinali e venendo eliminate dalla Francia nella partita del 28 luglio persa per 1-0 allo ZTE Arena di Zalaegerszeg.
La prestazione garantisce comunque alla Finlandia l'ammissione al Mondiale di Russia 2006 e Hyyrynen è nuovamente inserita in rosa nella formazione Under-20 che affronta il torneo. La squadra, inserita nel gruppo B, non riesce ad essere competitiva, perdendo tutte le tre partite e terminando la fase a gironi a zero punti e ultima del girone eliminatorio; nell'occasione Hyyrynen è impiegata in tutti gli incontri.
Dal 2007 è convocata nella nazionale maggiore con la quale viene impiegata nelle qualificazioni e nelle successive fasi finali del Campionato europeo femminile di calcio, nell'edizione casalinga del 2009, dove raggiunge i quarti di finale, e di Svezia 2013, eliminata alla fase a gironi.

## Statistiche
Aggiornate al 22 maggio 2022.

### Presenze e reti nei club
| Stagione        | Squadra           | Campionato      | Campionato | Campionato | Coppe nazionali | Coppe nazionali | Coppe nazionali | Coppe continentali | Coppe continentali | Coppe continentali | Altre coppe | Altre coppe | Altre coppe | Totale | Totale |
| Stagione        | Squadra           | Comp            | Pres       | Reti       | Comp            | Pres            | Reti            | Comp               | Pres               | Reti               | Comp        | Pres        | Reti        | Pres   | Reti   |
| --------------- | ----------------- | --------------- | ---------- | ---------- | --------------- | --------------- | --------------- | ------------------ | ------------------ | ------------------ | ----------- | ----------- | ----------- | ------ | ------ |
| 2005            | HJK               | NL              | ?          | ?          | CF              | ?               | ?               |                    | -                  | -                  |             | -           | -           | ?      | ?      |
| 2006            | HJK               | NL              | ?          | ?          | CF              | ?               | ?               | UWCL               | 3+                 | 0                  |             | -           | -           | 3+     | 0+     |
| 2007            | HJK               | NL              | ?          | ?          | CF              | ?               | ?               |                    | -                  | -                  |             | -           | -           | ?      | ?      |
| 2008            | HJK               | NL              | ?          | ?          | CF              | ?               | ?               |                    | -                  | -                  |             | -           | -           | ?      | ?      |
| 2009            | HJK               | NL              | ?          | ?          | CF              | ?               | ?               |                    | -                  | -                  |             | -           | -           | ?      | ?      |
| Totale HJK      | Totale HJK        | Totale HJK      | ?          | ?          |                 | ?               | ?               |                    | 3+                 | 0                  |             | -           | -           | 3+     | 0+     |
| lug.-ago. 2010  | Los Angeles Blues | USLW            | 1+         | 0          |                 | -               | -               |                    | -                  | -                  |             | -           | -           | 1+     | 0      |
| set.-dic. 2010  | Åland United      | NL              | 4          | 4          | CF              | ?               | ?               | UWCL               | 2                  | 0                  |             | -           | -           | 6      | 4      |
| 2011            | Umeå IK           | DA              | 17         | 0          | CS              | ?               | ?               |                    | -                  | -                  |             | -           | -           | 17     | 0      |
| 2012            | Umeå IK           | DA              | 18         | 2          | CS              | ?               | ?               |                    | -                  | -                  |             | -           | -           | 18     | 2      |
| 2013            | Umeå IK           | DA              | 18         | 0          | CS              | ?               | ?               |                    | -                  | -                  |             | -           | -           | 18     | 0      |
| 2014            | Umeå IK           | DA              | 17         | 0          | CS              | ?               | ?               |                    | -                  | -                  |             | -           | -           | 17     | 0      |
| 2015            | Umeå IK           | DA              | 19         | 0          | CS              | ?               | ?               |                    | -                  | -                  |             | -           | -           | 19     | 0      |
| Totale Umeå IK  | Totale Umeå IK    | Totale Umeå IK  | 89         | 2          |                 | ?               | ?               |                    | -                  | -                  |             | -           | -           | 89     | 2      |
| 2016-2017       | Fortuna Hjørring  | ED              | ?          | ?          | CD              | ?               | ?               | UWCL               | 6                  | 0                  |             | -           | -           | 6+     | 0+     |
| 2017-2018       | Juventus          | A               | 20+1       | 0          | CI              | 3               | 0               |                    | -                  | -                  |             | -           | -           | 24     | 0      |
| 2018-2019       | Juventus          | A               | 18         | 0          | CI              | 3               | 0               | UWCL               | 2                  | 0                  | SI          | 1           | 0           | 24     | 0      |
| 2019-2020       | Juventus          | A               | 12         | 1          | CI              | 0               | 0               | UWCL               | 2                  | 0                  | SI          | 1           | 0           | 15     | 1      |
| 2020-2021       | Juventus          | A               | 15         | 1          | CI              | 4               | 0               | UWCL               | 2                  | 0                  | SI          | 2           | 0           | 23     | 1      |
| 2021-2022       | Juventus          | A               | 16         | 0          | CI              | 4               | 0               | UWCL               | 6                  | 0                  | SI          | 1           | 0           | 27     | 0      |
| Totale Juventus | Totale Juventus   | Totale Juventus | 82         | 2          |                 | 14              | 0               |                    | 12                 | 0                  |             | 5           | 0           | 113    | 2      |
| Totale carriera | Totale carriera   | Totale carriera | 176+       | 8+         |                 | 14+             | 0+              |                    | 23+                | 0                  |             | 5           | 0           | 218+   | 8+     |

## Palmarès

### Club
- Campionato finlandese: 1

HJK: 2005
- Coppa di Finlandia: 3

HJK: 2006, 2007, 2008
- Campionato italiano: 5

Juventus: 2017-2018, 2018-2019, 2019-2020, 2020-2021, 2021-2022
- Coppa Italia: 2

Juventus: 2018-2019, 2021-2022
- Supercoppa italiana: 3

Juventus: 2019, 2020, 2021

### Individuale
- Miglior giovane calciatore finlandese dell'anno

2007
- Migliore calciatrice della Naisten Liiga

2009